# Jehlani Gordon
Jehlani Gordon (* 1. Dezember 2003) ist ein jamaikanischer Leichtathlet, der sich auf den Sprint spezialisiert hat.

## Sportliche Laufbahn
Erste internationale Erfahrungen sammelte Jehlani Gordon im Jahr 2023, als er bei den U23-NACAC-Meisterschaften in San José mit der jamaikanischen 4-mal-100-Meter-Staffel in 39,04 s die Goldmedaille gewann. Im selben Jahr begann er ein Studium an der University of Georgia in den Vereinigten Staaten. Im Jahr darauf nahm er mit der Staffel an den Olympischen Sommerspielen in Paris teil und verpasste dort mit 38,45 s den Finaleinzug.

## Persönliche Bestzeiten
- 100 Meter: 10,05 s (+0,7 m/s), 24. Mai 2024 in Lexington
  - 60 Meter (Halle): 6,60 s, 12. Januar 2024 in Clemson
- 200 Meter: 20,93 s (−0,4 m/s), 22. April 2023 in Kingston